# Julija Paulowitsch-Jelsakowa
Julija Sjarhejeuna Paulowitsch-Jelsakowa (belarussisch Юлія Сяргееўна Паўловіч-Елсакова, wiss. Transliteration Julija Sjarheeŭna Paŭlovič-Elsakova; * 13. Dezember 1978 in Wizebsk) ist eine ehemalige belarussische Shorttrackerin.

## Werdegang
Paulowitsch-Jelsakowa trat international erstmals bei den Weltmeisterschaften 1995 in Gjøvik in Erscheinung. Dort belegte sie den 29. Platz über 500 m, den 27. Rang über 1500 m und den 21. Platz über 1000 m. In der Saison 1998/99 kam sie bei den Europameisterschaften 1999 in Oberstdorf auf den 19. Platz im Mehrkampf und bei den Weltmeisterschaften 1999 in Sofia auf den 25. Rang im Mehrkampf. In den folgenden Jahren lief sie bei den Europameisterschaften 2000 in Bormio auf den 27. Platz im Mehrkampf, bei den Weltmeisterschaften 2000 in Sheffield auf den 22. Rang im Mehrkampf und bei den Europameisterschaften 2001 in Den Haag auf den 22. Platz im Mehrkampf. In der Saison 2001/02 belegte sie bei den Europameisterschaften 2002 in Grenoble den 14. Platz im Mehrkampf und bei den Olympischen Winterspielen 2002 in Salt Lake City den 23. Platz über 500 m sowie den 19. Rang über 1500 m. Bei den Europameisterschaften 2004 in Zoetermeer und bei den Europameisterschaften 2005 in Turin errang sie jeweils den 18. Platz im Mehrkampf. In ihrer letzten aktiven Saison 2005/06 lief sie bei den Europameisterschaften 2006 in Krynica-Zdrój auf den 22. Platz im Mehrkampf und bei den Olympischen Winterspielen 2006 in Turin auf den 22. Platz über 1500 m, auf den 20. Rang über 500 m sowie auf den 17. Platz über 1000 m.

## Erfolge

### Olympische Spiele
- 2002 Salt Lake City: 19. Platz 1500 m, 23. Platz 500 m
- 2006 Turin: 17. Platz 1000 m, 20. Platz 500 m, 22. Platz 1500 m

### Shorttrack-Weltmeisterschaften
- 1995 Gjøvik: 21. Platz 1000 m, 27. Platz 1500 m, 29. Platz 500 m
- 1999 Sofia: 23. Platz 500 m, 25. Platz 1500 m, 26. Platz Mehrkampf, 27. Platz 1000 m
- 2000 Sheffield: 22. Platz Mehrkampf, 22. Platz 1000 m, 24. Platz 500 m, 24. Platz 1500 m

### Europameisterschaften
- 1999 Oberstdorf: 19. Platz Mehrkampf
- 2000 Bormio: 27. Platz Mehrkampf
- 2001 Den Haag: 26. Platz Mehrkampf
- 2002 Grenoble: 14. Platz Mehrkampf
- 2004 Zoetermeer: 18. Platz Mehrkampf
- 2005 Turin: 18. Platz Mehrkampf
- 2006 Krynica-Zdrój: 22. Platz Mehrkampf

## Persönliche Bestleistungen
| Disziplin | Zeit         | Datum            | Ort              |
| --------- | ------------ | ---------------- | ---------------- |
| 500 m     | 45,987 s     | 21. Januar 2006  | Krynica-Zdrój    |
| 1000 m    | 1:39,114 min | 16. Januar 2005  | Turin            |
| 1500 m    | 2:32,377 min | 10. Februar 2005 | Spišská Nová Ves |